# Judo ai Giochi della XXII Olimpiade
Le prove di judo ai Giochi della XXII Olimpiade si sono svolte tra il 27 luglio ed il 2 agosto 1980 presso il Palazzo dello sport Lužniki di Mosca.

## Podi
| Evento            | Oro                 | Argento             | Bronzo                               |
| 60kg (dettagli)   | Thierry Rey         | José Rodríguez      | Aramby Emizh Tibor Kincses           |
| 65kg (dettagli)   | Nikolay Solodukhin  | Tsendying Damdin    | Ilian Nedkov Janusz Pawlowski        |
| 71kg (dettagli)   | Ezio Gamba          | Neil Adams          | Ravdan Davaadalai Karl-Heinz Lehmann |
| 78kg (dettagli)   | Shota Khabaleri     | Juan Ferrer la Hera | Harald Heinke Bernard Tchoullouyan   |
| 86kg (dettagli)   | Jürg Röthlisberger  | Isaac Azcuy         | Detlef Ultsch Aleksandr Yatskevich   |
| 95kg (dettagli)   | Angelo Parisi       | Dimităr Zaprjanov   | Dietmar Lorenz Henk Numan            |
| + 95kg (dettagli) | Robert van de Walle | Tengiz Khubuluri    | Radomir Kovacevic Vladimir Kocman    |
| Open (dettagli)   | Dietmar Lorenz      | Angelo Parisi       | Arthur Mapp András Ozsvár            |

## Medagliere
| Pos.   | Paese            | Oro | Argento | Bronzo | Totale |
| ------ | ---------------- | --- | ------- | ------ | ------ |
| 1      | Unione Sovietica | 2   | 1       | 2      | 5      |
| 2      | Francia          | 2   | 1       | 1      | 4      |
| 3      | Germania Est     | 1   | 0       | 4      | 5      |
| 4      | Belgio           | 1   | 0       | 0      | 1      |
| 4      | Italia           | 1   | 0       | 0      | 1      |
| 4      | Svizzera         | 1   | 0       | 0      | 1      |
| 7      | Cuba             | 0   | 3       | 0      | 3      |
| 8      | Bulgaria         | 0   | 1       | 1      | 2      |
| 8      | Regno Unito      | 0   | 1       | 1      | 2      |
| 8      | Mongolia         | 0   | 1       | 1      | 2      |
| 11     | Ungheria         | 0   | 0       | 2      | 2      |
| 12     | Cecoslovacchia   | 0   | 0       | 1      | 1      |
| 12     | Paesi Bassi      | 0   | 0       | 1      | 1      |
| 12     | Polonia          | 0   | 0       | 1      | 1      |
| 12     | Jugoslavia       | 0   | 0       | 1      | 1      |
| Totale | Totale           | 8   | 8       | 16     | 32     |